# Формула Мотта
Формула Мотта — формула, що задає переріз пружного розсіяння частинки зі спіном 1/2 на кулонівському центрі:
{\displaystyle \left({\frac {d\sigma }{d\Omega }}\right)_{Mott}=4(Ze^{2})^{2}{\frac {E^{2}}{(qc)^{4}}}\left(1-\beta ^{2}\sin ^{2}{\frac {\theta }{2}}\right)},
де {\displaystyle \sigma } - переріз розсіяння, {\displaystyle \Omega } - тілесний кут, {\displaystyle Z} - зарядове число, {\displaystyle e} - елементарний електричний заряд, {\displaystyle E} - енергія частинки, {\displaystyle q} - переданий імпульс, {\displaystyle \beta =v/c}, де {\displaystyle v} — швидкість частинки, {\displaystyle c} - швидкість світла,  {\displaystyle \theta } - кут розсіяння.  
Формула Мотта дає поправки до формули Резерфорда, суттєві при релятивістських енергіях частинки. Вона використовується в фізиці елементарних частинок для аналізу експериментів з розсіяння електронів та інших лептонів на важких ядрах. 
Формула названа на честь Френсіса Мотта.